# Cerro Catedral (Uruguay)
De Cerro Catedral (kathedraalheuvel) is het hoogste punt van Uruguay. De top ligt op een hoogte van 513,7 meter. De Cerro Catedral bevindt zich in het noorden van het departement Maldonado en maakt deel uit van de heuvelrug Sierra Carapé.